# Чемпионат мира по баскетболу 2019. Группа F
В этой статье представлено положение команд и результаты матчей в группе F предварительного раунда чемпионата мира по баскетболу 2019. Состав группы был определён во время жеребьёвки 16 марта 2019 года в Центре культуры Шэньчжэня, Китай. В группе участвуют Бразилия, Греция, Новая Зеландия, и Черногория. Команды сыграют друг с другом в один круг. Матчи пройдут с 1 сентября по 5 сентября 2019 года в Молодежном олимпийском спортивном парке в Нанкие. Две лучшие команды выходят в групповой турнир за 1-16 места, две худшие - в групповой турнир за 17-32 места.

## Команды
| Команда        | Квалификация                 | Квалификация     | Участие   | Участие | Участие | Лучший результат     |
| Команда        | Способ                       | Дата             | Последнее | Всего   | Подряд  | Лучший результат     |
| -------------- | ---------------------------- | ---------------- | --------- | ------- | ------- | -------------------- |
| Греция         | Победитель группы L Европы   | 16 сентября 2018 | 2014      | 8       | 4       | 2-е (2006)           |
| Новая Зеландия | Победитель группы E Азии     | 2 декабря 2018   | 2014      | 6       | 5       | 4-е (2002)           |
| Бразилия       | 3-е место в группе F Америки | 21 февраля 2019  | 2014      | 18      | 118     | Чемпион (1959, 1963) |
| Черногория     | 3-е место в группе I Европы  | 25 февраля 2019  |           | 1       | 1       |                      |

## Положение команд
| Команда        | Игр | В | П | МЗ  | МП  | МР  | Очки |
| -------------- | --- | - | - | --- | --- | --- | ---- |
| Бразилия       | 3   | 3 | 0 | 265 | 245 | +20 | 6    |
| Греция         | 3   | 2 | 1 | 266 | 236 | +30 | 5    |
| Новая Зеландия | 3   | 1 | 2 | 284 | 288 | −4  | 4    |
| Черногория     | 3   | 0 | 3 | 216 | 262 | −46 | 3    |

## Результаты матчей
Время матчей дано по UTC+8:00

### 1-й тур

#### Новая Зеландия — Бразилия
| 1 сентября 2019 16:00 | Протокол | Новая Зеландия             | 94:102   | Бразилия             | Молодёжный олимпийский спортивный парк, Нанкин Зрителей: 5,800 Судьи: Антонио Конде Леандро Лескано Хван Ин-Тэ |
| 1 сентября 2019 16:00 | Протокол | 20–21, 30–29, 12–28, 32–24 |          |                      | Молодёжный олимпийский спортивный парк, Нанкин Зрителей: 5,800 Судьи: Антонио Конде Леандро Лескано Хван Ин-Тэ |
| 1 сентября 2019 16:00 | Протокол | Кори Уэбстер 19            | Очки     | Леандро Барбоза 22   | Молодёжный олимпийский спортивный парк, Нанкин Зрителей: 5,800 Судьи: Антонио Конде Леандро Лескано Хван Ин-Тэ |
| 1 сентября 2019 16:00 | Протокол | Роберт Лоэ 10              | Подборы  | Кристиано Фелисио 13 | Молодёжный олимпийский спортивный парк, Нанкин Зрителей: 5,800 Судьи: Антонио Конде Леандро Лескано Хван Ин-Тэ |
| 1 сентября 2019 16:00 | Протокол | Ши Или 6                   | Передачи | Рафа Лус 6           | Молодёжный олимпийский спортивный парк, Нанкин Зрителей: 5,800 Судьи: Антонио Конде Леандро Лескано Хван Ин-Тэ |

#### Греция — Черногория
| 1 сентября 2019 20:00 | Протокол | Греция                   | 85:60    | Черногория        | Молодёжный олимпийский спортивный парк, Нанкин Зрителей: 11,386 Судьи: Роберто Васкес Андрес Бартель Сергей Защук |
| 1 сентября 2019 20:00 | Протокол | 17–9, 25–7, 21–22, 22–22 |          |                   | Молодёжный олимпийский спортивный парк, Нанкин Зрителей: 11,386 Судьи: Роберто Васкес Андрес Бартель Сергей Защук |
| 1 сентября 2019 20:00 | Протокол | Георгиос Принтезис 16    | Очки     | Никола Вучевич 12 | Молодёжный олимпийский спортивный парк, Нанкин Зрителей: 11,386 Судьи: Роберто Васкес Андрес Бартель Сергей Защук |
| 1 сентября 2019 20:00 | Протокол | Георгиос Папаяннис 9     | Подборы  | Боян Дубльевич 5  | Молодёжный олимпийский спортивный парк, Нанкин Зрителей: 11,386 Судьи: Роберто Васкес Андрес Бартель Сергей Защук |
| 1 сентября 2019 20:00 | Протокол | Ник Калатес 7            | Передачи | Никола Иванович 5 | Молодёжный олимпийский спортивный парк, Нанкин Зрителей: 11,386 Судьи: Роберто Васкес Андрес Бартель Сергей Защук |

### 2-й тур

#### Черногория — Новая Зеландия
| 3 сентября 2019 16:00 | Протокол | Черногория                 | 83:93    | Новая Зеландия  | Молодёжный олимпийский спортивный парк, Нанкин Зрителей: 3,308 Судьи: Антонио Конде Леандро Лескано Михал Проц |
| 3 сентября 2019 16:00 | Протокол | 26–31, 18–22, 21–13, 18–27 |          |                 | Молодёжный олимпийский спортивный парк, Нанкин Зрителей: 3,308 Судьи: Антонио Конде Леандро Лескано Михал Проц |
| 3 сентября 2019 16:00 | Протокол | Никола Иванович 18         | Очки     | Кори Уэбстер 25 | Молодёжный олимпийский спортивный парк, Нанкин Зрителей: 3,308 Судьи: Антонио Конде Леандро Лескано Михал Проц |
| 3 сентября 2019 16:00 | Протокол | Боян Дубльевич 13          | Подборы  | Исаак Фоту 7    | Молодёжный олимпийский спортивный парк, Нанкин Зрителей: 3,308 Судьи: Антонио Конде Леандро Лескано Михал Проц |
| 3 сентября 2019 16:00 | Протокол | Никола Иванович 7          | Передачи | Кори Уэбстер 7  | Молодёжный олимпийский спортивный парк, Нанкин Зрителей: 3,308 Судьи: Антонио Конде Леандро Лескано Михал Проц |

#### Бразилия — Греция
| 3 сентября 2019 20:00 | Протокол | Бразилия                   | 79:78    | Греция                | Молодёжный олимпийский спортивный парк, Нанкин Зрителей: 11,945 Судьи: Роберто Васкес Сергей Защук Хван Ин-Тэ |
| 3 сентября 2019 20:00 | Протокол | 15–19, 15–21, 26–13, 23–25 |          |                       | Молодёжный олимпийский спортивный парк, Нанкин Зрителей: 11,945 Судьи: Роберто Васкес Сергей Защук Хван Ин-Тэ |
| 3 сентября 2019 20:00 | Протокол | Андерсон Варежао 22        | Очки     | Георгиос Принтезис 20 | Молодёжный олимпийский спортивный парк, Нанкин Зрителей: 11,945 Судьи: Роберто Васкес Сергей Защук Хван Ин-Тэ |
| 3 сентября 2019 20:00 | Протокол | Бруно Кабокло 10           | Подборы  | Ник Калатес 7         | Молодёжный олимпийский спортивный парк, Нанкин Зрителей: 11,945 Судьи: Роберто Васкес Сергей Защук Хван Ин-Тэ |
| 3 сентября 2019 20:00 | Протокол | Алекс Гарсия, Рафа Лус 6   | Передачи | Костас Слукас 11      | Молодёжный олимпийский спортивный парк, Нанкин Зрителей: 11,945 Судьи: Роберто Васкес Сергей Защук Хван Ин-Тэ |

### 3-й тур

#### Бразилия — Черногория
| 5 сентября 2019 16:00 | Протокол | Бразилия                           | 84:73    | Черногория                      | Молодёжный олимпийский спортивный парк, Нанкин Судьи: Антонио Конде Андрес Бартель Михал Проц |
| 5 сентября 2019 16:00 | Протокол | 19–20, 24–18, 23–16, 18–19         |          |                                 | Молодёжный олимпийский спортивный парк, Нанкин Судьи: Антонио Конде Андрес Бартель Михал Проц |
| 5 сентября 2019 16:00 | Протокол | Марсело Уэртас 16                  | Очки     | Дерек Нидхэм 16                 | Молодёжный олимпийский спортивный парк, Нанкин Судьи: Антонио Конде Андрес Бартель Михал Проц |
| 5 сентября 2019 16:00 | Протокол | Бруно Кабокло, Кристиано Фелисио 7 | Подборы  | Дино Радончич, Никола Вучевич 6 | Молодёжный олимпийский спортивный парк, Нанкин Судьи: Антонио Конде Андрес Бартель Михал Проц |
| 5 сентября 2019 16:00 | Протокол | Марсело Уэртас 6                   | Передачи | Дерек Нидхэм 10                 | Молодёжный олимпийский спортивный парк, Нанкин Судьи: Антонио Конде Андрес Бартель Михал Проц |

#### Греция — Новая Зеландия
| 5 сентября 2019 20:00 | Протокол | Греция                     | 103:97   | Новая Зеландия                 | Молодёжный олимпийский спортивный парк, Нанкин Судьи: Роберто Васкес Леандро Лескано Хван Ин-Тэ |
| 5 сентября 2019 20:00 | Протокол | 28–19, 23–25, 20–22, 32–31 |          |                                | Молодёжный олимпийский спортивный парк, Нанкин Судьи: Роберто Васкес Леандро Лескано Хван Ин-Тэ |
| 5 сентября 2019 20:00 | Протокол | Яннис Адетокунбо 24        | Очки     | Кори Уэбстер 31                | Молодёжный олимпийский спортивный парк, Нанкин Судьи: Роберто Васкес Леандро Лескано Хван Ин-Тэ |
| 5 сентября 2019 20:00 | Протокол | Яннис Адетокунбо 10        | Подборы  | Томас Эберкромби, Роберт Лоэ 6 | Молодёжный олимпийский спортивный парк, Нанкин Судьи: Роберто Васкес Леандро Лескано Хван Ин-Тэ |
| 5 сентября 2019 20:00 | Протокол | Костас Слукас 7            | Передачи | Ши Или 9                       | Молодёжный олимпийский спортивный парк, Нанкин Судьи: Роберто Васкес Леандро Лескано Хван Ин-Тэ |